# Японські механічні ляльки

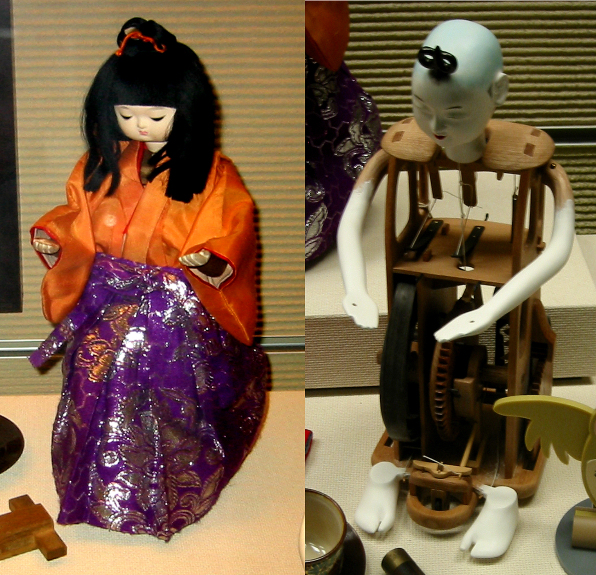
Лялька та її механізм (Токійський національний музей)

Японські механічні ляльки (яп. 絡繰り人形, からくりにんぎょう, МФА: [kaɾakuɾʲi ɲingʲoː]) — традиційні механічні ляльки в Японії, що виготовляються з 17 століття. Щодо етимології, то кажуть, що «karakuru» означає «тягнути й пересунути нитку», і приклади підтверджуються з другої половини 16 століття. Рухаються завдяки простому механізму, з використанням ниток, пружин тощо. Справили вплив на розвиток традиційного лялькового театру дзьорурі, а також міського театру кабукі. Часто використовуються на рухливих возах під час синтоїстських свят мацурі. Прообраз японських роботів. Скорочена назва — каракурі.